# Mistrzostwa Świata w Łucznictwie Polowym 2000
17. Mistrzostwa Świata w Łucznictwie Polowym odbyły się w dniach 11–16 lipca 2000 w Cortinie d’Ampezzo (Włochy). Zawodniczki i zawodnicy startowali w konkurencji łuków klasycznych, gołych oraz bloczkowych. Po raz pierwszy od 12 lat na mistrzostwach wystąpili juniorzy, jednak ich wyniki traktowane są jako nieoficjalne.

## Medaliści

### Kobiety
| Konkurencja:     | Złoto:                                                          | Srebro:                                                    | Brąz:                                                         |
| łuk klasyczny    | Christel van Berkel                                             | Manuela Kaltenmark                                         | Cristina Ioratti                                              |
| łuk goły         | Trish Lovell                                                    | Odile Boussière                                            | Anne Vikjanen                                                 |
| łuk bloczkowy    | Jahna Davis                                                     | Rosanna Spada                                              | Monika Blume Thasler                                          |
| zawody drużynowe | Włochy · Lorena Moretti · Cristina Ioratti · Francesca Peracino | Szwecja · Lisa Andersson · Kerstin Beijer · Ulrika Sjöwall | Francja · Odile Boussière · Carole Ferriou · Cathérine Pellen |

### Mężczyźni
| Konkurencja:     | Złoto:                                                       | Srebro:                                                                  | Brąz:                                                          |
| łuk klasyczny    | Michele Frangilli                                            | Göran Bjerendal                                                          | Jon Shales                                                     |
| łuk goły         | Matthias Larsson                                             | Marjan Podrzaj                                                           | Erik Jonsson                                                   |
| łuk bloczkowy    | Morgan Lundin                                                | Dave Cousins                                                             | Peter Penner                                                   |
| zawody drużynowe | Szwecja · Göran Bjerendal · Morgan Lundin · Matthias Larsson | Wielka Brytania · Rensco Van Wees · Gerard Koonins · Guido van Der Bosch | Francja · Nicolas Gaudron · Hervé Dardant · Christophe Clement |

### Juniorki
| Konkurencja:  | Złoto:             | Srebro:          | Brąz: |
| łuk goły      | Aden Mulligan      | Darinka De Lucia |       |
| łuk bloczkowy | Francesca Fabruzzo |                  |       |

### Juniorzy
| Konkurencja:  | Złoto:           | Srebro:            | Brąz:         |
| łuk klasyczny | Daniele Ascenzi  | Dave Van De Coelen | Jan Verhoeven |
| łuk goły      | Luca Del Secco   |                    |               |
| łuk bloczkowy | Giacomo Biaggini | Lawrence Lovell    |               |

## Klasyfikacja medalowa
| Lp. | Państwo           | Złoto | Srebro | Brąz | Razem |
| 1.  | Szwecja           | 3     | 2      | 1    | 6     |
| 2.  | Włochy            | 2     | 1      | 1    | 4     |
| 3.  | Wielka Brytania   | 1     | 1      | 1    | 3     |
| 4.  | Stany Zjednoczone | 1     | 1      | 0    | 2     |
| 5.  | Holandia          | 1     | 0      | 0    | 1     |
| 6.  | Francja           | 0     | 1      | 2    | 3     |
| 6.  | Niemcy            | 0     | 1      | 2    | 3     |
| 8.  | Słowenia          | 0     | 1      | 0    | 1     |
| 9.  | Finlandia         | 0     | 0      | 1    | 1     |